# Togoscia buettneri
Togoscia buettneri is een pissebed uit de familie Philosciidae. De wetenschappelijke naam van de soort is voor het eerst geldig gepubliceerd in 1893 door Franz Martin Hilgendorf.